# Brasão de armas da Ilha de Ascensão
O brasão de armas da Ilha de Ascensão foi concedido em agosto de 2012. Antes dessa data o governo local usava o brasão de armas do Reino Unido para fins oficiais.